# Phymaturus
Genre
Phymaturus est un genre de sauriens de la famille des Liolaemidae.

## Répartition
Les 47 espèces de ce genre se rencontrent en Argentine et au Chili.

## Description
Ces lézards se nourrissent de plantes et sont vivipares,.

## Liste des espèces
Selon The Reptile Database (12 juin 2017) :
- Phymaturus aguanegra Lobo, Laspiur & Acosta, 2013
- Phymaturus aguedae Troncoso-Palacios & Esquerré, 2014
- Phymaturus alicahuense Nuñez, Veloso, Espejo, Veloso, Cortes & Araya, 2010
- Phymaturus antofagastensis Pereyra, 1985
- Phymaturus bibronii (Guichenot, 1848)
- Phymaturus cacivioi Lobo & Nenda, 2015
- Phymaturus calcogaster Scolaro & Cei, 2003
- Phymaturus camilae Scolaro, Jara & Pincheira-Donoso, 2013
- Phymaturus castillensis Scolaro & Pincheira-Donoso, 2010
- Phymaturus ceii Scolaro & Ibargüengoytía, 2008
- Phymaturus curivilcun Scolaro, Corbalán, Tappari & Streitenberger, 2016
- Phymaturus damasense Troncoso-Palacios & Lobo, 2012
- Phymaturus darwini Nuñez, Veloso, Espejo, Veloso, Cortes & Araya, 2010
- Phymaturus delheyi Avila, Fulvio-Perez, Perez & Morando, 2011
- Phymaturus denotatus Lobo, Nenda & Slodki, 2012
- Phymaturus desuetus Scolaro & Tappari, 2009
- Phymaturus dorsimaculatus Lobo & Quinteros, 2005
- Phymaturus etheridgei Lobo, Abdala & Valdecantos, 2010
- Phymaturus excelsus Lobo & Quinteros, 2005
- Phymaturus extrilidus Lobo, Espinoza, Sanabria & Quiroga, 2012
- Phymaturus felixi Lobo, Abdala & Valdecantos, 2010
- Phymaturus indistinctus Cei & Castro, 1973
- Phymaturus laurenti Lobo, Abdala & Valdecantos, 2010
- Phymaturus mallimaccii Cei, 1980
- Phymaturus manuelae Scolaro & Ibargüengoytía, 2008
- Phymaturus maulense Nuñez, Veloso, Espejo, Veloso, Cortes & Araya, 2010
- Phymaturus nevadoi Cei & Roig, 1975
- Phymaturus palluma (Molina, 1782)
- Phymaturus patagonicus Koslowsky, 1898
- Phymaturus payuniae Cei & Castro, 1973
- Phymaturus punae Cei, Etheridge & Videla, 1985
- Phymaturus querque Lobo, Abdala & Valdecantos, 2010
- Phymaturus rahuensis González-Marín, Fulvio-Pérez, Minoli, Morando & Avila, 2016
- Phymaturus roigorum Lobo & Abdala, 2007
- Phymaturus sinervoi Scolaro, De La Cruz & Ibargüengoytía, 2012
- Phymaturus sitesi Avila, Fulvio-Perez, Perez & Morando, 2011
- Phymaturus somuncurensis Cei & Castro, 1973
- Phymaturus spectabilis Lobo & Quinteros, 2005
- Phymaturus spurcus Barbour, 1921
- Phymaturus tenebrosus Lobo & Quinteros, 2005
- Phymaturus tromen Lobo & Nenda, 2015
- Phymaturus verdugo Cei & Videla, 2003
- Phymaturus videlai Scolaro & Pincheira-Donoso, 2010
- Phymaturus vociferator Pincheira-Donoso, 2004
- Phymaturus williamsi Lobo, Laspiur & Acosta, 2013
- Phymaturus yachanana Avila, Pérez, Minoli & Morando, 2014
- Phymaturus zapalensis Cei & Castro, 1973

## Publication originale
- Gravenhorst, 1838 "1837" : Beiträge zur genaueren Kenntniss einiger Eidechsengattungen. Nova Acta Academiae Caesareae Leopoldino-Carolinae, vol. 18, p. 712-784 (texte intégral).